# Renae Cruz
Renae Cruz (Nueva York; 29 de noviembre de 1987) es una actriz pornográfica estadounidense.
Entró a la industria en noviembre de 2006 a la edad de 19, habiendo aparecido en más de 200 películas desde entonces.
Durante su niñez estuvo como hija de militar y luego vivió en Brasil por un año.

## Premios
- 2008 Premios AVN - nominada – Mejor nueva actriz[4]
- 2009 Premios AVN - nominada – Mejor Escena de Chicas 3 Vías– Girlvana 4[5]
- 2009 Premios AVN - nominada – Mejor escena de Sexo Oral – Blow Me Sandwich 12[5]
- 2009 Premios AVN - nominada – Mejor escena de Sexo POV – Nice Fucking View 3[5]